# روابط روسیه و کوبا

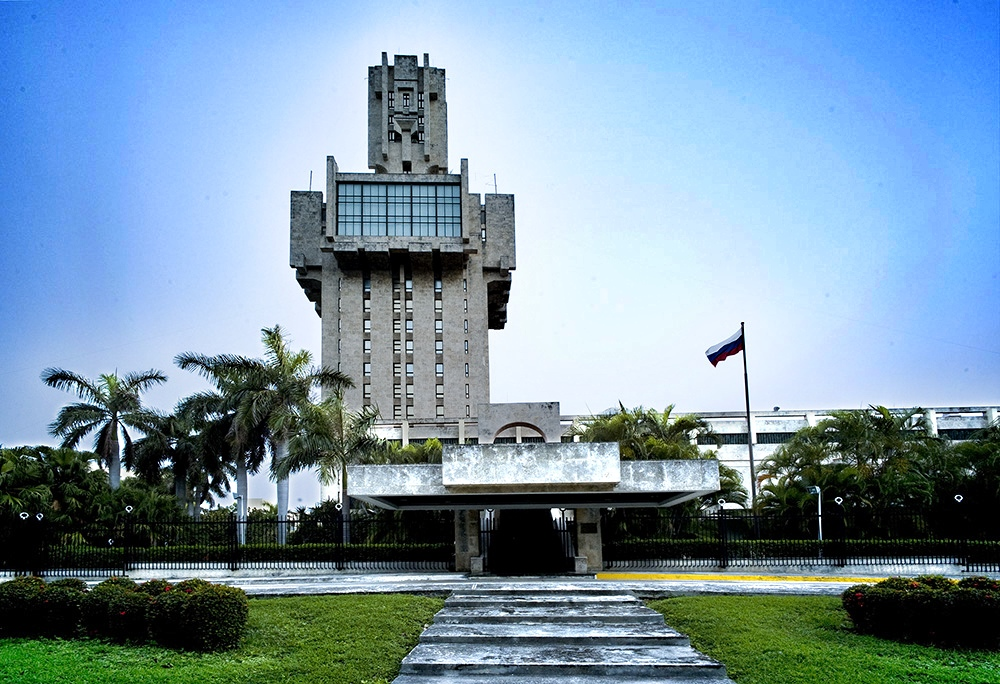
سفارت روسیه در هاوانا

روابط کوبا و روسیه (روسی: Российско-кубинские отношения، به اسپانیایی: Relaciones Ruso-Cubanas‎) منعکس کننده مبادلات سیاسی، اقتصادی و فرهنگی بین کوبا و روسیه است. این کشورها از زمان اتحاد جماهیر شوروی همکاری نزدیک داشته‌اند. روسیه دارای یک سفارت در هاوانا و یک سرکنسولگری در سانتیاگو د کوبا است. کوبا دارای سفارت در مسکو و کنسولگری افتخاری در سن پترزبورگ است. حدود ۵۵۰۰۰ نفر از نژاد روسی در کوبا زندگی می‌کنند.
یک نظرسنجی در سال ۲۰۱۶ نشان می‌دهد که ۶۷ درصد کوبایی‌ها دیدگاه مطلوبی نسبت به روسیه دارند و ۸ درصد آنها دیدگاه نامطلوبی دارند.

## کوبا و اتحاد جماهیر شوروی
روابط دیپلماتیک بین اتحاد جماهیر شوروی و کوبا پس از انقلاب ۱۹۵۹ کوبا برقرار شد. کوبا به بازارهای اتحاد جماهیر شوروی و کمک‌های نظامی وابسته شد و در دوران جنگ سرد متحد اصلی اتحاد جماهیر شوروی بود. در سال ۱۹۷۲، کوبا به کمکان، یک سازمان اقتصادی کشورهای کمونیستی که تحت سلطه اتحاد جماهیر شوروی، که بزرگترین اقتصاد را داشت، پیوست.

## کوبا و فدراسیون روسیه

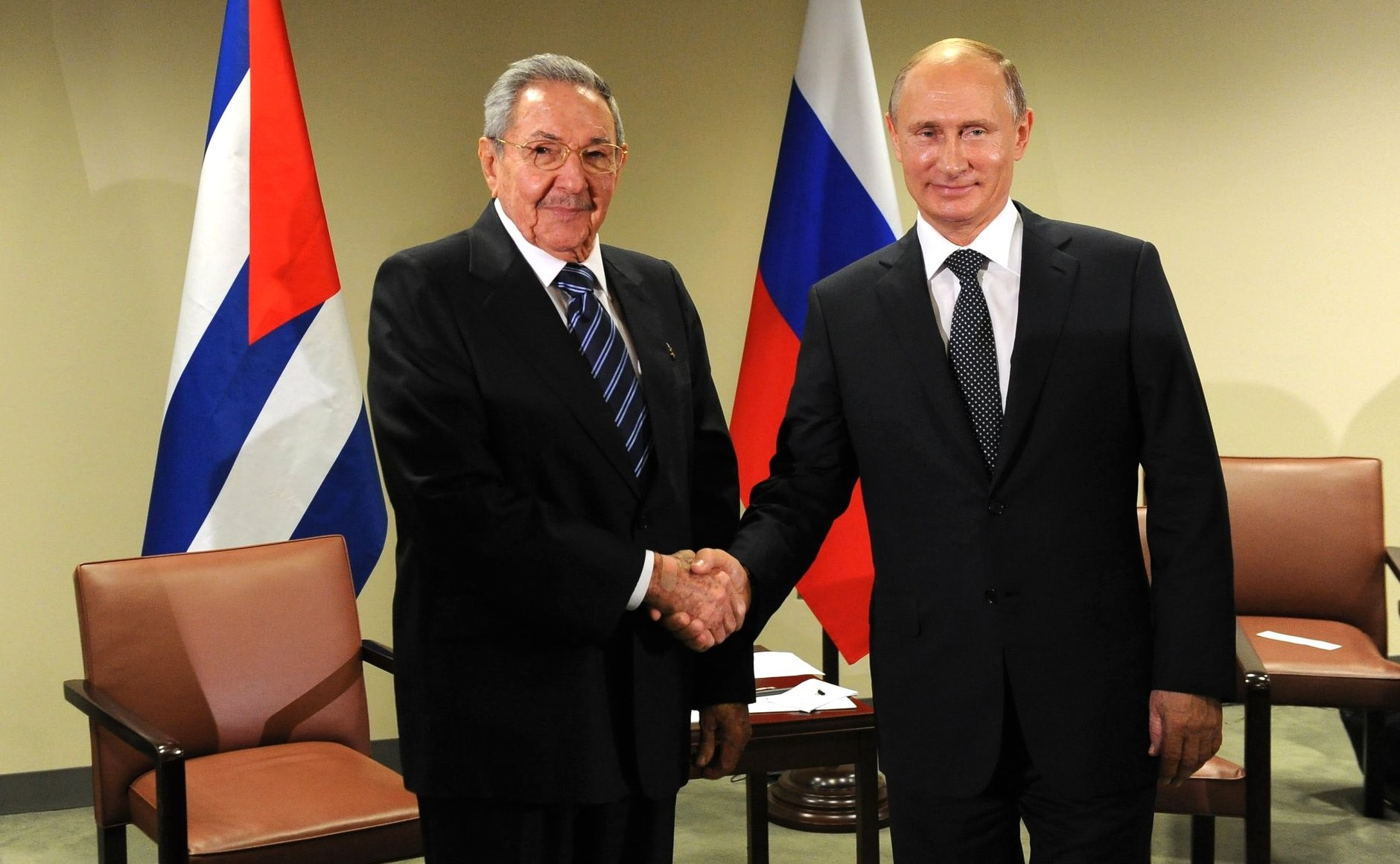
ولادیمیر پوتین با رائول کاسترو در سال ۲۰۱۵.

از زمان سقوط اتحاد جماهیر شوروی در سال ۱۹۹۱، کوبا و روسیه روابط دیپلماتیک خود را حفظ کرده‌اند. پس از روی کار آمدن ولادیمیر پوتین در سال ۲۰۰۰، روابط هر دو کشور افزایش یافت. در دسامبر سال ۲۰۰۰، پوتین از کوبا دیدن کرد و او به همراه فیدل کاسترو خواستار رفع تحریم کوبا شدند. دو کشور روابط اقتصادی نزدیک خود را با یکدیگر حفظ می‌کنند. کوبا به شدت از مواضع روسیه در جنگ اوستیای جنوبی ۲۰۰۸ حمایت کرد. در پاییز ۲۰۰۸ کوبا و روسیه همکاری مشترک با یکدیگر را در زمینه اقتصاد افزایش دادند. ایگور سچین معاون نخست‌وزیر روسیه در سال ۲۰۰۸ چندین بار به منظور افزایش روابط اقتصادی و سیاسی از کوبا بازدید کرد. روسیه پس از ویران شدن کوبا بر اثر سه طوفان در پاییز ۲۰۰۸ اولین کشوری بود که به کوبا کمک کرد. مساعدت‌های ارائه شده توسط روسیه شامل چهار هواپیما مواد غذایی، تجهیزات پزشکی و لوازم ساختمانی بود.
در ژوئیه ۲۰۱۴، ولادیمیر پوتین همچنین از کوبا دیدن کرد، جایی که وی تصمیم به پاک کردن ۹۰ درصد بدهی ۳۵ میلیارد دلاری این جزیره به مسکو را اعلام کرد و از معاملات سرمایه‌گذاری در صنعت نفت فراساحل کوبا خبر داد.